# Muharrem Efe
Muharrem Efe (* 14. August 1990 in Sakarya) ist ein türkischer Fußballspieler.

## Karriere
Efe begann mit dem Vereinsfußball in der Jugend von Sakaryaspor und spielte hier sieben Spielzeiten lang ausschließlich für die Jugend- bzw. später für die Reservemannschaft. 2009 erhielt er einen Profivertrag und wurde in den Profikader übernommen. Sein Debüt bestritt er am 30. August 2009 im Zweitligaspiel gegen TKİ Tavşanlı Linyitspor. Die restliche Zeit kam er regelmäßig zu Spieleinsätzen. In der dritten Saison bei den Profis gelang ihm der Durchbruch. Die Saison schloss er mit seiner Mannschaft als Relegationssieger der TFF 2. Lig ab und stieg damit in die TFF 1. Lig auf. In der Saison 2011/12 wurde Sakaryaspor ein Transferverbot seitens des Fußballverbandes auferlegt, sodass man mit den vorhandenen Spielern die Saison überstehen musste. In dieser Konstellation erkämpfte sich Efe sofort einen Stammplatz und entwickelte sich über die Spielzeit zum Leistungsträger seiner Mannschaft. Mit seinen 30 Ligaspielen zählte er zu den auffälligsten Akteuren seiner Mannschaft.
Noch bevor sein Vertrag mit Sakaryaspor ausgelaufen war, wechselte Efe vorzeitig zum Sommer 2012 zum Zweitligisten Karşıyaka SK. Diesen Verein verließ er bereits zum Frühjahr 2014 und spielte anschließend der Reihe nach für Körfez FK, Kartalspor und İnegölspor.
Im Sommer 2015 wurde er vom Zweitligisten Samsunspor verpflichtet und im Januar  2017 vom Istanbuler Drittligisten Tuzlaspor.

## Erfolge
Mit Sakaryaspor
- Play-off-Sieger der TFF 2. Lig und Aufstieg in die TFF 1. Lig: 2010/11